# Parafia św. Wojciecha w Hyde Park
Parafia św. Wojciecha w Hyde Park (ang. St. Adalbert's Parish) – parafia rzymskokatolicka położona w Hyde Park w stanie Massachusetts w Stanach Zjednoczonych.
Jest ona jedną z wielu etnicznych, polonijnych parafii rzymskokatolickich w Nowej Anglii z mszą św. w j. polskim dla polskich imigrantów.
Nazwa parafii jest związana z patronem, św. Wojciechem.
Zamknięta w 2011 roku, po śmierci ostatniego proboszcza, ks. Stanisław Sypka.